# Kahrīz Boghāzī
Kahrīz Boghāzī (persiska: كهريز بغازی, كَهريز بُقازی, كَهريزِ بُقازی) är en ort i Iran.   Den ligger i provinsen Hamadan, i den nordvästra delen av landet, 240 km väster om huvudstaden Teheran. Kahrīz Boghāzī ligger 1 936 meter över havet och antalet invånare är 874.
Terrängen runt Kahrīz Boghāzī är platt åt sydost, men åt nordväst är den kuperad.Runt Kahrīz Boghāzī är det ganska glesbefolkat, med 47 invånare per kvadratkilometer. Närmaste större samhälle är Damaq, 7,6 km söder om Kahrīz Boghāzī. Trakten runt Kahrīz Boghāzī består i huvudsak av gräsmarker.